# Маніли (Камчатський край)
Маніли (рос. Манилы) — село у Пенжинському районі Камчатського краю Російської Федерації.
Населення становить 722 особи. Входить до складу муніципального утворення село Маніли.

## Історія
До 1 червня 2007 року у складі Коряцького автономного округу Камчатської області, відтак у складі Камчатського краю. Згідно із законом від 2 грудня 2004 року органом місцевого самоврядування є село Маніли.

## Населення
| 2002 | 2010 | 2012 | 2013 | 2014 | 2015 | 2016 |
| ---- | ---- | ---- | ---- | ---- | ---- | ---- |
| 959  | ↘767 | ↘761 | ↗792 | ↗796 | ↘766 | ↘759 |
| 2017 | 2018 |      |      |      |      |      |
| ↘745 | ↘722 |      |      |      |      |      |